# Per Bengtsson
Per Olov Bengtsson (* 31. Mai 1967 in Sala) ist ein ehemaliger schwedischer Eisschnellläufer.

## Werdegang
Bengtsson, der für den IFK Sala startete, wurde im Jahr 1985 schwedischer Juniorenmeister im Kleiner Vierkampf und dreimal schwedischer Meister über 5000 m (1990, 1991, 1994), zweimal über 10.000 m (1989, 1990) sowie jeweils einmal über 1500 m (1992) und im Großen Vierkampf (1992). Zudem errang er bei schwedischen Meisterschaften fünfmal den dritten und 11-mal den zweiten Platz. International trat er erstmals bei den Juniorenweltmeisterschaften 1984 in Assen in Erscheinung, wobei er den achten Platz im Kleinen Vierkampf errang. Diese Platzierung wiederholte er im folgenden Jahr bei den Juniorenweltmeisterschaften in Røros. Sein Debüt im Eisschnelllauf-Weltcup hatte er im März 1986 in Frösön und kam dabei auf den 17. Platz über 5000 m. In der Saison 1986/87 lief er im Weltcup viermal unter den ersten Zehn. Dabei erreichte er in Frösön mit dem zweiten Platz über 5000 m seine beste Platzierung im Weltcup und zum Saisonende mit dem fünften Platz im Weltcup über 5000/10.000 m sein bestes Gesamtergebnis. Bei der Mehrkampfeuropameisterschaft 1987 in Trondheim kam er auf den 25. Platz im Großen Vierkampf. Im Jahr 1988 belegte er bei der Mehrkampfeuropameisterschaft in Den Haag erneut den 25. Platz im Großen Vierkampf und bei den Olympischen Winterspielen in Calgary den 19. Platz über 5000 m. In der Saison 1988/89 wurde er mit drei Top-Zehn-Platzierungen, darunter Platz drei über 5000 m in Eskilstuna Zehnter im Weltcup über 5000/10.000 m und lief bei der Mehrkampfeuropameisterschaft 1989 in Göteborg auf den 14. Platz im Großen Vierkampf.
In der Saison 1989/90 kam Bengtsson in Helsinki mit dem dritten Platz über 5000 m letztmals im Weltcup aufs Podest und errang mit acht Ergebnissen unter den ersten Zehn den sechsten Platz im Weltcup über 5000/10.000 m. Zudem siegte er im Januar 1990 bei der 3-Bahnen-Tournee in Innsbruck über 5000 m. Nach Platz drei bei der 3-Bahnen-Tournee in Inzell zu Beginn der Saison 1990/91, belegte er bei der Mehrkampfweltmeisterschaft 1991 in Heerenveen den 14. Platz im Großen Vierkampf und zum Saisonende mit fünf Top-Zehn-Resultaten den neunten Platz im Weltcup über 5000/10.000 m. In der Saison 1991/92 lief er im Weltcup fünfmal unter den ersten Zehn und erreichte damit den siebten Platz im Weltcup über 5000/10.000 m. Zudem kam er bei der Mehrkampfweltmeisterschaft 1992 in Calgary auf den 13. Platz im Großen Vierkampf. Beim Saisonhöhepunkt den Olympischen Winterspielen 1992 in Albertville, belegte er den 21. Platz über 5000 m und den siebten Rang über 10.000 m. Im folgenden Jahr wurde er bei der Mehrkampfeuropameisterschaft in Heerenveen Zehnter und bei der Mehrkampfweltmeisterschaft in Hamar Zwölfter im Großen Vierkampf. In der Saison 1993/94 absolvierte er in Innsbruck seinen letzten Lauf im Weltcup und lief bei der Mehrkampfeuropameisterschaft 1994 in Hamar auf den 12. Platz im Großen Vierkampf. Zudem belegte er bei der Mehrkampfweltmeisterschaft 1994 in Göteborg den 26. Platz im Großen Vierkampf und bei den Olympischen Winterspielen 1994 in Lillehammer den 16. Platz über 10.000 m sowie den 14. Rang über 5000 m. Sein Bruder Claes Bengtsson war ebenfalls als Eisschnellläufer aktiv.

## Erfolge

### Olympische Spiele
- 1988 Calgary: 19. Platz 5000 m
- 1992 Albertville: 7. Platz 10.000 m, 21. Platz 5000 m
- 1994 Lillehammer: 14. Platz 5000 m, 16. Platz 10.000 m

### Mehrkampf-Weltmeisterschaften
- 1991 Heerenveen: 14. Platz Großer Vierkampf
- 1992 Calgary: 13. Platz Großer Vierkampf
- 1993 Hamar: 12. Platz Großer Vierkampf
- 1994 Göteborg: 26. Platz Großer Vierkampf

### Mehrkampf-Europameisterschaften
- 1987 Trondheim: 25. Platz Großer Vierkampf
- 1988 Den Haag: 25. Platz Großer Vierkampf
- 1989 Göteborg: 14. Platz Großer Vierkampf
- 1993 Heerenveen: 10. Platz Großer Vierkampf
- 1994 Hamar: 12. Platz Großer Vierkampf

## Persönliche Bestleistungen
| Disziplin | Zeit         | Datum             | Ort         |
| --------- | ------------ | ----------------- | ----------- |
| 500 m     | 39,60 s      | 12. Dezember 1990 | Calgary     |
| 1000 m    | 1:18,77 min  | 28. Dezember 1992 | Hamar       |
| 1500 m    | 1:56,97 min  | 21. März 1992     | Calgary     |
| 3000 m    | 4:09,04 min  | 2. Februar 1992   | Klobenstein |
| 5000 m    | 6:48,87 min  | 13. März 1993     | Heerenveen  |
| 10.000 m  | 14:22,15 min | 1. Dezember 1991  | Heerenveen  |